# Dharam Gokhool
Dharam Gokhool (ur. 25 października 1949) – maurytyjski polityk. Pełnił funkcję ministra edukacji (2005–2008) oraz ministra przemysłu, nauki i badań (2008–2010). 6 grudnia 2024 został jednogłośnie wybrany przez Zgromadzenie Narodowe na prezydenta. Następnego dnia objął urząd.